# Álgebra superconforme
En física teórica, el álgebra superconforme es un álgebra de Lie graduada o superálgebra que combina el álgebra conforme y la supersimetría. En dos dimensiones, el álgebra superconforme es infinito-dimensional. En dimensiones más altas, las álgebras superconformes son finito-dimensionales y generan el grupo superconforme (en dos dimensiones euclidianas, la superálgebra de Lie no genera cualquier supergrupo de Lie). 

## Álgebra Superconforme en dimensión mayor que 2
El grupo conforme del espacio {\displaystyle (p+q)}-dimensional {\displaystyle {\mathbb {R} ^{p,q}}}es {\displaystyle SO(p+1,q+1)} y su álgebra de Lie es  {\displaystyle {\mathfrak {so}}(p+1,q+1)}. El álgebra superconforme es un superálgebra de Lie que contiene el factor bosónico {\displaystyle {\mathfrak {so}}(p+1,q+1)}y cuyos generadores impares se transforman bajo representaciones espinoriales de {\displaystyle {\mathfrak {so}}(p+1,q+1)}. Dada la clasificación de Kač de los superálgebras de Lie simples de dimensión finita, esto solo puede suceder para valores pequeños de {\displaystyle p}y {\displaystyle q}. Una lista (posiblemente incompleta es

- {\displaystyle {\mathfrak {osp}}^{*}(2N|2,2)}en 3+0D (dimensiones) gracias a que {\displaystyle {\mathfrak {usp}}(2,2)\simeq {\mathfrak {so}}(4,1)}{\displaystyle {\mathfrak {usp}}(2,2)\simeq {\mathfrak {so}}(4,1)};
- {\displaystyle {\mathfrak {osp}}(N|4)}en 2+1D gracias a que {\displaystyle {\mathfrak {sp}}(4,\mathbb {R} )\simeq {\mathfrak {so}}(3,2)};
- {\displaystyle {\mathfrak {su}}^{*}(2N|4)}en 4+0D gracias a que {\displaystyle {\mathfrak {su}}^{*}(4)\simeq {\mathfrak {so}}(5,1)};
- {\displaystyle {\mathfrak {su}}(2,2|N)}en 3+1D gracias a que {\displaystyle {\mathfrak {su}}(2,2)\simeq {\mathfrak {so}}(4,2)};
- {\displaystyle {\mathfrak {sl}}(4|N)}en 2+2D gracias a que {\displaystyle {\mathfrak {sl}}(4,\mathbb {R} )\simeq {\mathfrak {so}}(3,3)};
- formas reales de {\displaystyle F(4)}en 5 dimensiones;
- {\displaystyle {\mathfrak {osp}}(8^{*}|2N)}en 5+1D gracias al hecho de que las representaciones espinorial y fundamental de {\displaystyle {\mathfrak {so}}(8,\mathbb {C} )}se pueden mapear mediante automorfismos exteriores.

## Álgebra superconforme en 3+1D
De acuerdo con el álgebra superconforme con {\displaystyle {\mathcal {N}}}supersimetrías en 3+1 dimensiones está dado por los generadores bosónicos {\displaystyle P_{\mu }}, {\displaystyle D}, {\displaystyle M_{\mu \nu }}, {\displaystyle K_{\mu }}la R-simetría U(1) {\displaystyle A}, la R-simetría SU(N) {\displaystyle T_{j}^{i}}y los generadores fermiónicos {\displaystyle Q^{\alpha i}}, {\displaystyle {\overline {Q}}_{i}^{\dot {\alpha }}}, {\displaystyle S_{i}^{\alpha }}y {\displaystyle {\overline {S}}^{{\dot {\alpha }}i}}. Aquí, {\displaystyle \mu ,\nu ,\rho ,\dots }denotan índices espaciotemporales; {\displaystyle \alpha ,\beta ,\dots }índices espinorales de Weyl izquierdos; {\displaystyle {\dot {\alpha }},{\dot {\beta }},\dots }índices espinorales de Weyl derechos; y {\displaystyle i,j,\dots } los índices de la R-simetría interna.
Los supercorchetes de Lie del álgebra conforme bosnico están dados por
{\displaystyle [M_{\mu \nu },M_{\rho \sigma }]=\eta _{\nu \rho }M_{\mu \sigma }-\eta _{\mu \rho }M_{\nu \sigma }+\eta _{\nu \sigma }M_{\rho \mu }-\eta _{\mu \sigma }M_{\rho \nu }}
{\displaystyle [M_{\mu \nu },P_{\rho }]=\eta _{\nu \rho }P_{\mu }-\eta _{\mu \rho }P_{\nu }}
{\displaystyle [M_{\mu \nu },K_{\rho }]=\eta _{\nu \rho }K_{\mu }-\eta _{\mu \rho }K_{\nu }}
{\displaystyle [M_{\mu \nu },D]=0}
{\displaystyle [D,P_{\rho }]=-P_{\rho }}
{\displaystyle [D,K_{\rho }]=+K_{\rho }}
{\displaystyle [P_{\mu },K_{\nu }]=-2M_{\mu \nu }+2\eta _{\mu \nu }D}
{\displaystyle [K_{n},K_{m}]=0}
{\displaystyle [P_{n},P_{m}]=0}
Dónde η es la métrica de Minkowski; mientras que los de los generadores fermiónicos son:
{\displaystyle \left\{Q_{\alpha i},{\overline {Q}}_{\dot {\beta }}^{j}\right\}=2\delta _{i}^{j}\sigma _{\alpha {\dot {\beta }}}^{\mu }P_{\mu }}
{\displaystyle \left\{Q,Q\right\}=\left\{{\overline {Q}},{\overline {Q}}\right\}=0}
{\displaystyle \left\{S_{\alpha }^{i},{\overline {S}}_{{\dot {\beta }}j}\right\}=2\delta _{j}^{i}\sigma _{\alpha {\dot {\beta }}}^{\mu }K_{\mu }}
{\displaystyle \left\{S,S\right\}=\left\{{\overline {S}},{\overline {S}}\right\}=0}
{\displaystyle \left\{Q,S\right\}=}
{\displaystyle \left\{Q,{\overline {S}}\right\}=\left\{{\overline {Q}},S\right\}=0}
Los generadores conformes bosónicos no portan R-cargas, dado que conmutan con los generadores de la R-simetría:
{\displaystyle [A,M]=[A,D]=[A,P]=[A,K]=0}
{\displaystyle [T,M]=[T,D]=[T,P]=[T,K]=0}
Pero los generadores fermiónicos si portan R-carga:
{\displaystyle [A,Q]=-{\frac {1}{2}}Q}
{\displaystyle [A,{\overline {Q}}]={\frac {1}{2}}{\overline {Q}}}
{\displaystyle [A,S]={\frac {1}{2}}S}
{\displaystyle [A,{\overline {S}}]=-{\frac {1}{2}}{\overline {S}}}
{\displaystyle [T_{j}^{i},Q_{k}]=-\delta _{k}^{i}Q_{j}}
{\displaystyle [T_{j}^{i},{\overline {Q}}^{k}]=\delta _{j}^{k}{\overline {Q}}^{i}}
{\displaystyle [T_{j}^{i},S^{k}]=\delta _{j}^{k}S^{i}}
{\displaystyle [T_{j}^{i},{\overline {S}}_{k}]=-\delta _{k}^{i}{\overline {S}}_{j}}
Bajo transformaciones conformes bosónicas, los generadores fermiónicos se trasforman como:
{\displaystyle [D,Q]=-{\frac {1}{2}}Q}
{\displaystyle [D,{\overline {Q}}]=-{\frac {1}{2}}{\overline {Q}}}
{\displaystyle [D,S]={\frac {1}{2}}S}
{\displaystyle [D,{\overline {S}}]={\frac {1}{2}}{\overline {S}}}
{\displaystyle [P,Q]=[P,{\overline {Q}}]=0}
{\displaystyle [K,S]=[K,{\overline {S}}]=0}

## Álgebra superconforme en 2D
Hay dos álgebras posibles con supersimetría mínima en dos dimensiones; un álgebra de Neveu–Schwarz y un álgebra de Ramond  Son posibles supersimetrías adicionales, por ejemplo el álgebra superconforme N=2.